# Elda Ferri

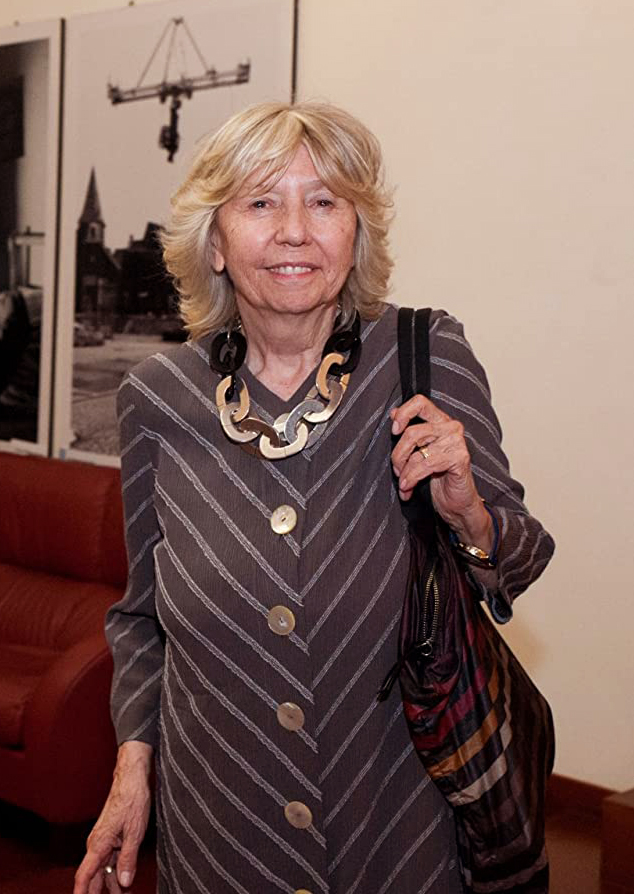
Elda Ferri alla Sala Fellini di Cinecittà per la prima de 'La Moda Proibita' di Ottavio Rosati sul couturier Roberto Capucci.

Elda Ferri (Bologna, 12 novembre 1937) è una produttrice cinematografica italiana.

## Biografia
Elda Ferri è amministratrice unica della società di produzione Jean Vigo Italia S.r.l. che ha prodotto numerosi film di Roberto Faenza e Roberto Benigni. La Ferri ha vinto, assieme a Gianluigi Braschi il David di Donatello per il miglior produttore nel 1998 per il film La vita è bella, per il quale ha ricevuto anche una nomination all'Oscar per il miglior film.
È stata nominata per lo stesso premio nel 1995 per Sostiene Pereira, nel 2003 per Prendimi l'anima e nel 2005 per Alla luce del sole. Nello stesso anno è stata nominata "produttrice europea dell'anno". È inoltre stata nominata tre volte per il Nastro d'argento al miglior produttore, nel 1994, 2008 e 2012. L'8 marzo 2024 è stata insignita della Turrita d'Argento, una delle massime onorificenze della sua città natale, Bologna. 

## Filmografia parziale
- Forza Italia! di Roberto Faenza (1977)
- Maledetti vi amerò di Marco Tullio Giordana (1980)
- Copkiller (L'assassino dei poliziotti) di Roberto Faenza (1982)
- Mio caro dottor Gräsler di Roberto Faenza, produttrice esecutiva (1990)
- Sans un cri di Jeanne Labrune, produttrice associata (1992)
- Jona che visse nella balena di Roberto Faenza (1993)
- Il mostro di Roberto Benigni, produttrice esecutiva (1994)
- Sostiene Pereira di Roberto Faenza (1995)
- Marianna Ucrìa di Roberto Faenza (1997)
- La vita è bella di Roberto Benigni (1997)
- L'amante perduto di Roberto Faenza (1999)
- Cuori estranei di Edoardo Ponti (2002)
- Prendimi l'anima di Roberto Faenza (2002)
- Pinocchio di Roberto Benigni (2002)
- En territoire indien di Lionel Epp (2003)
- I giorni dell'abbandono di Roberto Faenza (2005)
- La tigre e la neve di Roberto Benigni (2005)
- I Viceré di Roberto Faenza (2007)
- I demoni di San Pietroburgo di Giuliano Montaldo (2007)
- Il caso dell'infedele Klara di Roberto Faenza (2009)
- Un giorno questo dolore ti sarà utile  di Roberto Faenza (2011)
- Anita B. di Roberto Faenza (2014)
- La moda proibita - Roberto Capucci e il futuro dell'alta moda di Ottavio Rosati (2019)
- 5 è il numero perfetto di Igort (2019)
- Il peccato - il furore di Michelangelo di Andrey Konchalovskiy (2019)
- La notte è piccola per noi regia di Gianfrancesco Lazotti (2019)
- Generazioni d'amore - le quattro Americhe di Fernanda Pivano di Ottavio Rosati (2020)
- Hill of Vision, regia di Roberto Faenza (2021)
- Folle d'amore - Alda Merini, regia di Roberto Faenza – film TV (2024)

## Note

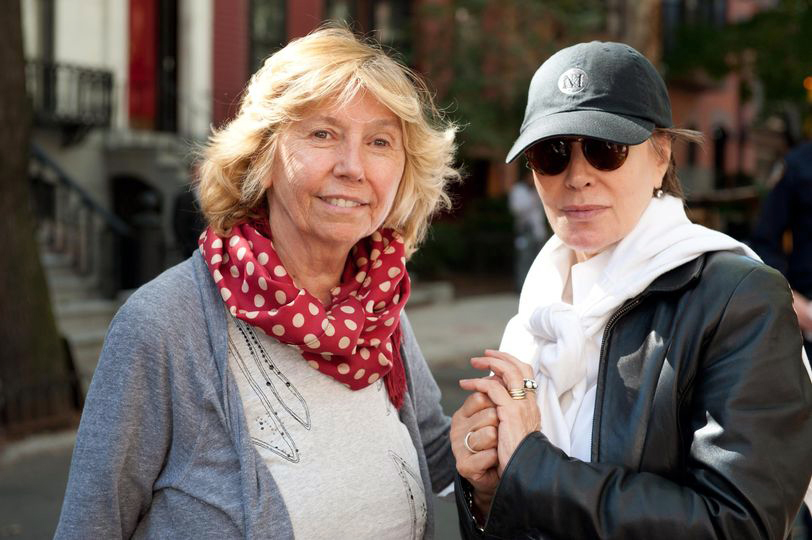
Elda Ferri con Milena Canonero co-produttrice di 'Un giorno questo dolore ti sarà utile' di Roberto Faenza (2011).